# Cantonul Perpignan-3
Cantonul Perpignan-3 este un canton din arondismentul Perpignan, departamentul Pyrénées-Orientales, regiunea Languedoc-Roussillon, Franța.

## Comune
| Comune                                               | Populație (1999) | Cod poștal | Cod INSEE |
| ---------------------------------------------------- | ---------------- | ---------- | --------- |
| Perpignan (chef-lieu du canton), fraction de commune | 7 734            | 66000      | 66136     |
| Cabestany                                            | 9 199            | 66330      | 66028     |